# Microceratium orstomii
Microceratium orstomii is een soort in de taxonomische indeling van de Myzozoa, een stam van microscopische parasitaire dieren. Het organisme komt uit het geslacht Microceratium en behoort tot de familie [[]]. Microceratium orstomii werd in 1972 ontdekt door A.Sournia.